# Kardo Bestilo
Kardo Bestilo (Luanda, Angola, 1976) és un escriptor angolès. Estudià enginyeria electrònica i gestió a la Universitat Middlesex, de Londres. És membre fundador i executiu de LEV´ARTE Arxivat 2016-03-03 a Wayback Machine., un moviment artístic angolès, que brinda les seves diverses audiències en diferents llocs amb poesia al so de guitarra, pretenent l'incentiu a l'escriptura i lectura. Realitza trobades sobre la metodologia de l'escriptura i com parlar en públic, per a alumnes universitaris en la càtedra de Metodologia d'Investigació Cientifica.
EN 2006 va editar ControVerso, amb 131 Poemes en total, amb 11 poemes de membres dels Movimentos de Poesia ao vivo.

## Obres
- ControVerso Arxivat 2016-03-03 a Wayback Machine. (2006, ed. Europress)
- Palavras (2010, ed. Europress)
- Minhas Outras Vidas (2017)[3]